# دنیای قشنگ نو (آلبوم)
دنیای قشنگ نو (به انگلیسی: Brave New World) نامِ دوازدهمین آلبومِ گروه موسیقی انگلیسی، آیرن میدن، است.
این آلبوم در ماه می‌سال ۲۰۰۰ عرضه شد و اولین آلبومِ گروه بعد از بازگشت خوانندهٔ اصلی گروه، بروس دیکینسن (کسی که در ۱۹۹۳ از گروه جدا شده بود)، و گیتارنوازِِ گروه، آدرین اسمیت (کسی که در ۱۹۹۰ از گروه جدا شده بود)، در سال ۱۹۹۹ است، و اولین آلبومِ گروه‌است که سه گیتارنوازِ کنونی در آن می‌نوازند.
جلد آلبوم و آهنگِ همنام آلبوم اشاره‌ایست به رمانِ دنیای قشنگ نو که توسط آلدوس هاکسلی نوشته شده‌است. نیمهٔ بالایی جلدِ آلبوم به وسیلهٔ درِک ریگس ایجاد شده، نیمهٔ پایین جلد نیز به وسیلهٔ استیو استون ساخته شده‌است.
ترانه‌های «The Wicker Man» و «Out of the Silent Planet» به عنوانِ تک‌آهنگ عرضه شدند.
گروه تورِِ دنیای قشنگ نو را برای حمایت از این آلبوم برگزار کرد. یکی از این اجراهای خود در راک این ریو را نیز به عنوان یک آلبوم زنده و ویدئو منتشر کرد.
دنیای قشنگ نو در جدول موسیقی آلبوم‌های بریتانیا تا جایگاهِ هفتم بالا آمد و گواهینامهٔ طلایی را به خود دید. در بیلبورد ۲۰۰ به جایگاهِ ۳۹ رسید.

## پیش‌زمینه
در طی میتینگی که گروه در ژانویهٔ ۱۹۹۹ برگزار کرد؛ بلیز بیلی، خوانندهٔ وقت گروه، درخواست کرد که از گروه جدا شود، برای مسائلی که به واسطهٔ صدایش در تور آلبوم قبل برایش به وجود آمده بود، هرچند یانیک جرز، گیتاریست گروه، پس از آن عنوان کرد که بخشی از این مشکلات تقصیر گروه بود که وی را مجبور به خواندن ترانه‌هایی می‌کرد که ورای صدای طبیعی او بود. در آن نقطه راب اسمال‌وود تلاش می‌کرد که استیو هریس را متقاعد کند تا بروس دیکینسن را نیز به گروه بازگرداند. هرچند هریس در ابتدا نمی‌خواست وارد این مورد بشود اما پس از فکر دربارهٔ این موضوع مشکلی را برای بازگشت دیکینسن ندید و معتقد بود گروه و دیکینسن هردو سرشار از استعداد هستند.
در طی میتینگی که گروه با دیکینسن در برینگتون داشت؛ او پذیرفت که دوباره به همراه آدرین اسمیت -که چند ساعت بعدتر با وی تلفنی تماس گرفته بود- به گروه بازگردد. به‌همراه یانیک جرز گروه با سه‌گیتاریست فعالیت خود را از سر گرفت.

## درباره آلبوم
بیشتر ترانه‌های آلبوم قبل از تور آلبوم قبل، The Ed Hunter Tour، نوشته شده بودند که بعداً در پاریس ضبط شدند. این اولین آلبومی بود که گروه با کوین شرلی به عنوان تهیه کننده همکاری می‌کرد. بر طبق مصاحبه‌ای با آدرین اسمیت؛ ترانه‌های پنجم، ششم و هشتم از این آلبوم در اصل برای آلبوم قبی گروه، Virtual XI، نوشته شده بودند و یک آهنگ دیگر هم بود که نه استیو هریس و نه آدرین اسمیت یادشان نمی‌آید که کدام آهنگ بود.
بلیز بیلی در سرودن اشعار آهنگِ «Dream of Mirrors» نیز سهم داشت اما نامش در قسمت دست
اندرکاران نیامده‌است.
ترانهٔ «Blood Brothers» را استیو هریس برای پدرِ درگذشته‌اش سروده بود. در جریان تور آلبوم ۲۰۱۰ خود، این آهنگ را به رونی جیمز دیو که در آن زمان مرده بود تقدیم کردند.

## فهرست آهنگ‌ها
| شماره      | نام                                 | نویسنده(ها)                           | مدت     |
| ---------- | ----------------------------------- | ------------------------------------- | ------- |
| ۱.         | «The Wicker Man»                    | بروس دیکینسن، استیو هریس، آدرین اسمیت | ۴:۳۵    |
| ۲.         | «Ghost of the Navigator»            | دیکینسن، یانیک جرز، هریس              | ۶:۵۰    |
| ۳.         | «Brave New World»                   | دیکینسن، هریس، دیو موری               | ۶:۱۸    |
| ۴.         | «Blood Brothers»                    | هریس                                  | ۷:۱۴    |
| ۵.         | «The Mercenary»                     | جرز، هریس                             | ۴:۴۲    |
| ۶.         | «Dream of Mirrors»                  | جرز، هریس                             | ۹:۲۱    |
| ۷.         | «The Fallen Angel»                  | اسمیت، هریس                           | ۴:۰۰    |
| ۸.         | «The Nomad»                         | موری، هریس                            | ۹:۰۶    |
| ۹.         | «Out of the Silent Planet»          | دیکینسن، هریس، جرز                    | ۶:۲۵    |
| ۱۰.        | «The Thin Line Between Love & Hate» | موری، هریس                            | ۸:۲۶    |
| مجموع مدت: | مجموع مدت:                          | مجموع مدت:                            | ۱:۰۶:۵۷ |

## دست اندرکاران
- استیو هریس: بیس و همخوان، کیبورد، سازبندی
- دیو موری: گیتار
- آدرین اسمیت: گیتار و همخوان
- بروس دیکینسن: آواز
- نیکو مک‌برین: درامز
- یانیک جرز: گیتار